# Andrija Balić
Andrija Balić (Split, 11 de agosto de 1997) es un futbolista croata que juega como centrocampista en el Chieti F. C. 1922 de la Serie D.

## Trayectoria

### Comienzos en Hajduk Split
Andrija debutó como profesional el 13 de abril de 2014, fue en la fecha 30 de la máxima categoría croata, ingresó al minuto 76 para enfrentar a RNK Split y ganaron 1 a 0. Utilizó la camiseta número 16, ya que jugó su primer partido con 16 años y 245 días.
Luego estuvo presente en la fecha 36, la última del campeonato 2013/14, perdieron 3 a 0 ante Dinamo Zagreb pero quedaron en tercer lugar y clasificaron a las rondas previas de Europa League.
Para la temporada 2014/15, comenzó sin oportunidades de mostrarse. Pero a fin de año volvió a jugar, el 7 de diciembre, en la fecha 18 ingresó en los minutos finales para enfrentar a RNK Split y ganaron 2 a 1.
Fue titular por primera vez el 18 de febrero de 2015, contra HNK Rijeka, jugó 81 minutos pero perdieron 3 a 0.
El 1 de marzo, anotó su primer gol oficial, fue ante NK Zadar y empataron 2 a 2. En su siguiente encuentro, que fue por la vuelta de cuartos de final de la Copa de Croacia, le anotó por duplicado a NK Vinogradar y ganaron 3 a 0.
Andrija finalizó la temporada con 14 partidos, 4 goles y 2 asistencias en el campeonato local, Hajduk Split volvió a finalizar en tercer lugar. Mientras que por la copa nacional, anotó 2 goles en 3 partidos y fueron eliminados en la semifinal.
Ya en la temporada 2015/16, debutó a nivel internacional de clubes, en la ida de la primera ronda de clasificación a la Europa League, jugó como titular contra Sillamäe Kalev el 7 de julio de 2015 y empataron 1 a 1. En el partido de vuelta, anotó un gol y pasaron de ronda.
En Primera División, comenzó jugando desde la fecha 1, fue titular contra Dinamo Zagreb y empataron 1 a 1.
Balić jugó 26 partidos en la primera mitad de la temporada, más que lo que había jugado en todas las anteriores. Anotó 4 goles y brindó 3 asistencias. Fueron eliminados en la cuarta ronda de clasificación a Europa League.

### Llegada a Italia
El 1 de febrero de 2016, fue fichado por Udinese Calcio por 3 millones de euros, le fue adjudicada la camiseta número 99.
Estuvo en el banco de suplentes desde el 3 de febrero, en la fecha 23 de la Serie A, que enfrentó a Udinese y Empoli, empataron 1 a 1, pero no tuvo minutos.
Finalmente, no tuvo participación en todo el torneo, ya que a pesar de ser suplente en 15 oportunidades, no ingresó. Udinese finalizó en la posición 16 de la Serie A 2015-16, se salvaron del descenso por un punto.

#### Cesiones
En enero de 2019 fue cedido al Fortuna Sittard hasta final de temporada. El 30 de agosto fue la A. C. Perugia Calcio quien logró su cesión.
Tras cancelarse el préstamo en el Perugia, el 14 de febrero de 2020 se marchó al F. C. DAC 1904 Dunajská Streda hasta final de temporada. Antes de empezar el curso 2020-21, regresó al club y firmó un contrato por tres años.
El 21 de febrero de 2023 fue cedido al F. K. Dukla Banská Bystrica lo que quedaba de campaña. La siguiente se marchó en definitivo al H. Š. K. Zrinjski Mostar.

## Selección nacional
Balić ha sido internacional con la selección de Croacia en las categorías inferiores sub-17, sub-18, sub-19 y sub-21.

## Estadísticas

### Clubes
Actualizado al 29 de septiembre de 2024.
| Club                                          | Div.          | Temporada     | Liga  | Liga  | Copas nacionales | Copas nacionales | Torneos internacionales | Torneos internacionales | Total | Total |
| Club                                          | Div.          | Temporada     | Part. | Goles | Part.            | Goles            | Part.                   | Goles                   | Part. | Goles |
| --------------------------------------------- | ------------- | ------------- | ----- | ----- | ---------------- | ---------------- | ----------------------- | ----------------------- | ----- | ----- |
| H. N. K. Hajduk Split · Croacia               | 1.ª           | 2013-14       | 2     | 0     | 0                | 0                | 0                       | 0                       | 2     | 0     |
| H. N. K. Hajduk Split · Croacia               | 1.ª           | 2014-15       | 14    | 4     | 3                | 2                | 0                       | 0                       | 17    | 6     |
| H. N. K. Hajduk Split · Croacia               | 1.ª           | 2015-16       | 16    | 2     | 2                | 0                | 8                       | 2                       | 26    | 4     |
| H. N. K. Hajduk Split · Croacia               | Total club    | Total club    | 32    | 6     | 5                | 2                | 8                       | 2                       | 45    | 10    |
| Udinese Calcio · Italia                       | 1.ª           | 2015-16       | 0     | 0     | 0                | 0                | —                       | —                       | 0     | 0     |
| Udinese Calcio · Italia                       | 1.ª           | 2016-17       | 4     | 1     | 0                | 0                | —                       | —                       | 4     | 1     |
| Udinese Calcio · Italia                       | 1.ª           | 2017-18       | 21    | 0     | 3                | 0                | —                       | —                       | 24    | 0     |
| Udinese Calcio · Italia                       | 1.ª           | 2018-19       | 4     | 0     | 1                | 0                | —                       | —                       | 5     | 0     |
| Udinese Calcio · Italia                       | Total club    | Total club    | 29    | 1     | 4                | 0                | 0                       | 0                       | 33    | 1     |
| Fortuna Sittard · Países Bajos                | 1.ª           | 2018-19       | 13    | 1     | —                | —                | —                       | —                       | 13    | 1     |
| Fortuna Sittard · Países Bajos                | Total club    | Total club    | 13    | 1     | 0                | 0                | 0                       | 0                       | 13    | 1     |
| A. C. Perugia · Italia                        | 2.ª           | 2019-20       | 10    | 0     | 1                | 0                | —                       | —                       | 11    | 0     |
| A. C. Perugia · Italia                        | Total club    | Total club    | 10    | 0     | 1                | 0                | 0                       | 0                       | 11    | 0     |
| F. C. DAC 1904 Dunajská Streda · Eslovaquia   | 1.ª           | 2019-20       | 7     | 1     | 2                | 1                | —                       | —                       | 9     | 2     |
| F. C. DAC 1904 Dunajská Streda · Eslovaquia   | 1.ª           | 2020-21       | 30    | 7     | 2                | 0                | 3                       | 1                       | 35    | 8     |
| F. C. DAC 1904 Dunajská Streda · Eslovaquia   | 1.ª           | 2021-22       | 17    | 2     | 0                | 0                | 2                       | 0                       | 19    | 2     |
| F. C. DAC 1904 Dunajská Streda · Eslovaquia   | 1.ª           | 2022-23       | 0     | 0     | 0                | 0                | 0                       | 0                       | 0     | 0     |
| F. C. DAC 1904 Dunajská Streda · Eslovaquia   | Total club    | Total club    | 54    | 10    | 4                | 1                | 5                       | 1                       | 63    | 12    |
| F. K. Dukla Banská Bystrica · Eslovaquia      | 1.ª           | 2022-23       | 12    | 5     | —                | —                | —                       | —                       | 12    | 5     |
| F. K. Dukla Banská Bystrica · Eslovaquia      | Total club    | Total club    | 12    | 5     | 0                | 0                | 0                       | 0                       | 12    | 5     |
| H. Š. K. Zrinjski Mostar Bosnia y Herzegovina | 1.ª           | 2023-24       | 1     | 0     | 1                | 0                | 2                       | 0                       | 4     | 0     |
| H. Š. K. Zrinjski Mostar Bosnia y Herzegovina | Total club    | Total club    | 1     | 0     | 1                | 0                | 2                       | 0                       | 4     | 0     |
| F. C. ViOn Zlaté Moravce · Eslovaquia         | 1.ª           | 2023-24       | 13    | 0     | —                | —                | —                       | —                       | 13    | 0     |
| F. C. ViOn Zlaté Moravce · Eslovaquia         | Total club    | Total club    | 13    | 0     | 0                | 0                | 0                       | 0                       | 13    | 0     |
| Chieti F. C. 1922 · Italia                    | 4.ª           | 2024-25       | 1     | 0     | —                | —                | —                       | —                       | 1     | 0     |
| Chieti F. C. 1922 · Italia                    | Total club    | Total club    | 1     | 0     | 0                | 0                | 0                       | 0                       | 1     | 0     |
| Total carrera                                 | Total carrera | Total carrera | 165   | 23    | 15               | 3                | 15                      | 3                       | 195   | 29    |